# Кайгын, Деннис
Деннис Кайгын (нем. Dennis Kaygın; род. 2 апреля 2004, Заульхайм, Рейнланд-Пфальц) — немецкий футболист, полузащитник клуба «Ингольштадт 04».
Кайгын родился в Германии в семье выходцев из Турции и Швеции.

## Клубная карьера
Кайгын — воспитанник клубов «1946 Заульхайм» и «Майнц 05». В 2023 году игрок подписал контракт с венским «Рапидом». 9 декабря в матче против «Ред Булл Зальцбург» он дебютировал в австрийской Бундеслиге. 28 июля 2024 года в поединке Кубка Австрии против «Нойдзидль-ам-Зее» Деннис забил свой первый гол за «Рапид».
Летом 2025 года перешёл в «Ингольштадт 04».